# تاكايا يوشيناري
تاكايا يوشيناري (باليابانية: 吉馴 空矢) (مواليد 7 يونيو 2001) هو لاعب كرة قدم ياباني.

## وصلات خارجية
- تاكايا يوشيناري على موقع رابطة كرة القدم اليابانية للمحترفين (اليابانية)
- تاكايا يوشيناري على موقع قاعدة بيانات كرة القدم.إي يو (الإنجليزية)
- تاكايا يوشيناري على موقع Soccerbase.com (لاعب) (الإنجليزية)
- تاكايا يوشيناري على موقع Soccerway.com (الإنجليزية)
- تاكايا يوشيناري على موقع عالم كرة القدم.نت (الإنجليزية)